# Kolonie Pawlodar
Die Kolonie Pawlodar war eine Gruppe russlandmennonitischer Ansiedlungen nördlich der Stadt Pawlodar im heutigen Kasachstan.

## Geschichte
Die Ansiedlungen wurde 1906 von Mennoniten östlich des Irtysch im  heutigen Kasachstan gegründet. Die Siedler kamen aus verschiedenen anderen Kolonien. Das erste Dorf, Rebrowka, lag ursprünglich am Westufer des Flusses, wurde in den 1920er Jahren auf die Ostseite verlegt. In Sabatowka wurde 1918 eine Zentralschule errichtet. Gottesdienste wurden in Schulen oder Wohnhäusern abgehalten, bei denen sich Mitglieder der Mennonitenkirche und der Brüdergemeinde begegneten. Die ursprünglich deutschen Dorfnamen wurden allmählich russifiziert. In der Region herrschten meteorologische Extreme mit kalten Wintern und heißen staubigen Sommern. Die Bauten wurden aus Lehmziegeln im Stil der mennonitischen Architektur des europäischen Russlands errichtet. Um 1925 wohnten hier 2736 Menschen. Während des Zweiten Weltkriegs wurden einige Mennoniten aus dem westlichen Russland hierher umgesiedelt.
| ursprünglicher Name | heutiger Name | kasachisch |
| ------------------- | ------------- | ---------- |
| Rebrowka            | Rebrowka      | Ребровка   |

| ursprünglicher Name | heutiger Name        | kasachisch |
| ------------------- | -------------------- | ---------- |
| Gnadental           | Borisovka, unbewohnt | Борисовка  |
| Halbstadt           | Natashino, unbewohnt | Наташино   |
| Steinfeld           | Ol'gino              | Ольгино    |

| ursprünglicher Name | heutiger Name  | kasachisch     |
| ------------------- | -------------- | -------------- |
| Konstantinowka      | Konstantinovka | Константиновка |
| Rownopolje          | Ravnopol'      | Равнополь      |

| ursprünglicher Name | heutiger Name | kasachisch  |
| ------------------- | ------------- | ----------- |
| Nadarowka           | Nadarovka     | Надаровка   |
| Olgino              | Miloradovka   | Милорадовка |
| Reinfeld            | Chistopol'    | Чистополь   |

| ursprünglicher Name   | heutiger Name          | kasachisch |
| --------------------- | ---------------------- | ---------- |
| Dominskoje            | Domninskoye, unbewohnt |            |
| Rajewka               | Raevka                 | Раевка     |
| Sabarowka             | Zaborovka              | Заборовка  |
| Sofiewka/Friedensfeld | Sofievka               | Софиевка   |